# Yamazaki Sōkan
Yamazaki Sōkan (japanisch 山崎 宗鑑; * um 1465 in der Provinz Ōmi (heute: Präfektur Shiga); † um 1552) war ein japanischer Haikai-Dichter.

## Leben und Wirken
Yamazaki Sōkan ist sein Dichterpseudonym, wobei der Nachname Yamazaki einem gleichnamigen Ort in der Provinz Yamashiro (heute Präfektur Kyōto) entlehnt ist, in dem er lebte. Sein wirklicher Name war Shina Norishige (志那 範重), genannt Yasaburō (弥三郎).
Über die Lebensumstände Yamazakis ist wenig bekannt. Er stand im Dienst des Shōgun Ashikaga Yoshihisa und wurde nach dessen Tod 1489 Mönch. Er veröffentlichte die erste Haiku-Anthologie unter dem Namen „Inu Tsukubashū“ (犬筑波集) – „Hündische Tsukubashū“, womit er die Renga-Anthologien „Tsukubashū“ und „Shinsen Tsukubashū“ parodierte. Entgegen den Überlieferungen über seinen exzentrischen Lebensstil verdiente er wohl seinen Lebensunterhalt als Lehrer und Kalligraph.
Eine Sammlung von Haikai, die im Laufe mehrerer Jahre entstand, wurde erst um 1615, einhundert Jahre nach ihrer Vollendung, unter dem Titel Shinsen inu tsukuba shū veröffentlicht.

## Quelle
- S. Noma (Hrsg.): Yamazaki Sōkan. In: Japan. An Illustrated Encyclopedia. Kodansha, 1993. ISBN 4-06-205938-X, S. 1737.
- Encyclopedia Britannica – Yamazaki Sōkan

1. ↑  沢井耐三: 山崎宗鑑. In: 朝日日本歴史人物事典 bei kotobank.jp. Asahi Shimbun Shuppan, abgerufen am 21. Februar 2012 (japanisch).

| Personendaten    | Personendaten |
| ---------------- | --- |
| NAME             | Yamazaki, Sōkan |
| ALTERNATIVNAMEN  | 山崎宗鑑 (japanisch); Shina Norishige (wirklicher Name); 志那範重 (japanisch, wirklicher Name); Shina Yasaburō (Rufname); 志那弥三郎 (japanisch, Rufname) |
| KURZBESCHREIBUNG | japanischer Dichter |
| GEBURTSDATUM     | um 1465 |
| GEBURTSORT       | Provinz Ōmi (heute: Präfektur Shiga) |
| STERBEDATUM      | um 1552 |